# دیزی تاهان
دیزی تاهان (به انگلیسی: Daisy Tahan) بازیگر آمریکایی است.
از فیلم‌های معروف او می‌توان به بازی در فیلم فاکرهای کوچک، مردان خوب اشاره کرد.